# Artamus mentalis
El artamo de las Fiyi (Artamus mentalis) es una especie de ave paseriforme de la familia Artamidae. Es endémica de las islas Fiyi, en Oceanía.
Su hábitat natural son los bosques subtropicales o tropicales húmedos de baja altitud. 